# Henri de Brouckère

Henri de Brouckère (24. januar 1801 i Brügge – 25. januar 1891 i Bruxelles) var en belgisk statsmand. Han var yngre bror til Charles de Brouckère.
De Brouckère studerede jura i Liege og blev advokat i 1820 advokat og senere prokurator i Roermond. Efter udbruddet af den belgiske revolution blev han udnævnt til rådet i appeldomstolen i Bruxelles og blev samtidig valgt til nationalforsamlingen. Han var også medlem af den deputation som tilbød prins Leopold af Sachsen-Coburg den belgiske krone. I 1831 deltog han som frivillig i kampene mod hollænderne.
Fra 1833 var han medlem af parlamentet valgt i Bruxelles. I 1840 blev han guvernør af Antwerpen, men lod sig i 1844 pensionere på grund af sygdom. Han vendte dog snart tilbage til parlamentet på oppositionsbænkene og forsøgte forgæves at danne et ministerium sammen med Rogier og Delfosse at danne en regering. Han var derpå en af de mest ivrige modstandere af regeringen van de Weyer og i 1845 især af justitsminister Jules Joseph d’Anethan. Efter de liberales valgsejr i 1847 blev han udnævnt til minister uden portefølje. I 1849 foretog han flere diplomatiske rejser til Italien. Efter regeringen Rogier og Frère-Orbans fald den 31. oktober 1852 dannede han det såkaldte forsoningsministerium, som bestræbte sig på at afslutte indre stridigheder. Denne forsoningspolitik vandt dog kun gehør i den moderate del af det liberale parti, og da den orientalske krig truede med at kaste Belgien ud i en vanskelig krise, trådte han i marts 1855 tilbage. De Brouckère afviste at danne en ny regeringer, og gav plads til Pierre de Decker. Som medlem af parlamentet angreb han ihærdigt de indrømmelser, som hans efterfølger gav til de reaktionære katolikker. Efter at være blevet blind, trak han sig i 1870 helt ud af det politikes liv.